# Aalborg Købstadskommune
Aalborg Købstadskommune er navnet på en tidligere købstadskommune i Nordjylland. Købstadskommunen eksisterede fra at Aalborg fik købstadsrettigheder i 1342 til kommunalreformen 1. januar 1970.

## Indbyggertal
I 1672 4.181 indbyggere, i 1769 5.579 indbyggere, i 1880 14.152 indbyggere, i 1930 59.091 indbyggere og i 1970 100.587.

## Politik i Aalborg Købstadskommune
Byrådet blev oprettet i 1869. En ny styrelseslov for købstadkommunerne trådte i kraft i 1919. Nu skulle hele byrådet vælges ved direkte valg og på sit første møde udpege en formand og en næstformand med titel af hhv. borgmester og viceborgmester. Alle byrådsmedlemmerne kunne principielt vælges til de to poster og det var dermed endegyldigt slut med kongeligt udpegede borgmestre.

### Borgmestre i Aalborg Købstadskommune
Denne liste er ufuldstændig; hjælp gerne med at udfylde den.
- 1919 – 1921 P. Hansen
- 1921 – 1925 A.F. Olsen, Det Radikale Venstre
- 1925 – 1945 Marinus Jørgensen, Socialdemokratiet
- 1945 – 1954 Marius Andersen, Socialdemokratiet
- 1954 – 1962 Jens Jensen, Socialdemokratiet
- 1962 – 1970 Thorvald Christensen, Socialdemokratiet

### Valgresultater
| 2 | 14 |  | 5 | 2 |  |

| 2 | 14 | 2 | 5 | 2 |

| 2 | 14 | 2 | 6 |  |

| 3 | 13 | 7 | 2 |

## Sammenlægningen i 1970
Som led i kommunalreformen (1970) blev kommunen, fra 1. januar 1970, sammenlagt med Nørresundby samlingskommune og sognekommunerne Ellidshøj-Svenstrup, Ferslev-Dall-Volsted, Gunderup-Nøvling, Hasseris, Horsens-Hammer, Nørholm, Romdrup-Klarup, Sulsted-Ajstrup (størstedelen), Sønderholm-Frejlev, Sønder Tranders og Øster Hornum (mindre del), den blev navngivet Aalborg Kommune.